# Liste der Nummer-eins-Hits in Belgien (1956)
Diese Liste enthält alle Nummer-eins-Hits in Belgien im Jahr 1956. Es gab in diesem Jahr sieben Nummer-eins-Singles.

| ← 1955 ← | Liste der Nummer-eins-Hits in Belgien | Liste der Nummer-eins-Hits in Belgien                       | Liste der Nummer-eins-Hits in Belgien                                      | 1957 →                    |
| \| Zeitraum \| Wo. ges. \| Interpret \| Titel Autor(en) \| Zusätzliche Informationen \| \| (Zeitraum, Wochen auf Platz eins, Interpret, Titel, Autor[en], zusätzliche Informationen) \| \| \| \| \| \| ----------------------------------------------------------------------------------------- \| -------- \| ----------------------------------------------------------- \| ----------------------------------------------------------------------------- \| ------------------------- \| \| 1. Januar 1956 – 31. Januar 1956 5 Wochen (insgesamt 5) \| 5 \| Tony Bell met Jean Evans en zijn orkest \| Oh! Wat zij-de schoon[1] Willibald Quanz, Johannes Steggerda, Richard Adler \| - \| \| 1. Februar 1956 – 31. März 1956 8 Wochen (insgesamt 8) \| 8 \| Johnny Jordaan met orkestbegeleiding o. l. v. Jan Hilligers \| Jordaan Wals[2] Louis Noiret, Henvo \| - \| \| 1. April 1956 – 31. Mai 1956 9 Wochen (insgesamt 9) \| 9 \| Johnny Jordaan met orkestbegeleiding o. l. v. Jan Hilligers \| Geef mij maar Amsterdam[3] Harry de Groot, Pi Vèriss \| - \| \| 1. Juni 1956 – 31. Juli 1956 9 Wochen (insgesamt 9) \| 9 \| Jaak De Voght \| De Kaspische Zee[4] Eduard Van Den Wijngaert, S. Railey \| - \| \| 1. August 1956 – 31. August 1956 4 Wochen (insgesamt 4) \| 4 \| Slim Whitman \| Rose Marie[5] Otto Harbach, Oscar Hammerstein, Rudolf Friml, Herbert Stothart \| - \| \| 1. September 1956 – 30. November 1956 13 Wochen (insgesamt 13) \| 13 \| Tante Leen met Jan Schallig en zijn orkest \| Oh Johnny[6] Hans Ruf, Jaap Valkhoff \| - \| \| 1. Dezember 1956 – 31. Dezember 1956 5 Wochen (insgesamt 5) \| 5 \| Freddy mit Horst Wende und den Tanzsolisten \| Heimweh[7] Terry Gilkyson, Dieter Rasch, Ernst Bader \| - \| |                                       |                                                             |                                                                            |                           |
| ← 1955 |                                       |                                                             |                                                                            | → 1957 →                  |
| Zeitraum | Wo. ges.                              | Interpret                                                   | Titel Autor(en)                                                            | Zusätzliche Informationen |
| (Zeitraum, Wochen auf Platz eins, Interpret, Titel, Autor[en], zusätzliche Informationen) |                                       |                                                             |                                                                            |                           |
| 1. Januar 1956 – 31. Januar 1956 5 Wochen (insgesamt 5) | 5                                     | Tony Bell met Jean Evans en zijn orkest                     | Oh! Wat zij-de schoon Willibald Quanz, Johannes Steggerda, Richard Adler   | -                         |
| 1. Februar 1956 – 31. März 1956 8 Wochen (insgesamt 8) | 8                                     | Johnny Jordaan met orkestbegeleiding o. l. v. Jan Hilligers | Jordaan Wals Louis Noiret, Henvo                                           | -                         |
| 1. April 1956 – 31. Mai 1956 9 Wochen (insgesamt 9) | 9                                     | Johnny Jordaan met orkestbegeleiding o. l. v. Jan Hilligers | Geef mij maar Amsterdam Harry de Groot, Pi Vèriss                          | -                         |
| 1. Juni 1956 – 31. Juli 1956 9 Wochen (insgesamt 9) | 9                                     | Jaak De Voght                                               | De Kaspische Zee Eduard Van Den Wijngaert, S. Railey                       | -                         |
| 1. August 1956 – 31. August 1956 4 Wochen (insgesamt 4) | 4                                     | Slim Whitman                                                | Rose Marie Otto Harbach, Oscar Hammerstein, Rudolf Friml, Herbert Stothart | -                         |
| 1. September 1956 – 30. November 1956 13 Wochen (insgesamt 13) | 13                                    | Tante Leen met Jan Schallig en zijn orkest                  | Oh Johnny Hans Ruf, Jaap Valkhoff                                          | -                         |
| 1. Dezember 1956 – 31. Dezember 1956 5 Wochen (insgesamt 5) | 5                                     | Freddy mit Horst Wende und den Tanzsolisten                 | Heimweh Terry Gilkyson, Dieter Rasch, Ernst Bader                          | -                         |

## Jahreshitparaden
| Singles |
| --- |
| 1. Tante Leen – Oh Johnny 2. Bill Haley – Rock Around The Clock 3. Johnny Jordaan – Geef mij maar Amsterdam 4. Slim Whitman – Rose Marie 5. Johnny Jordaan – Johnny's potpourri 6. Little Richard – Long Tall Sally 7. Eddie Calvert – Trumpet Tango 8. Willy Lustenhouwer – Zet je vanachter 9. Gloria Lasso – L'etranger au paradis 10. Ernie Ford – Sixteen Tons – "Tennessee" 11. Johnny Jordaan – Bij ons in de Jordaan 12. Gilbert Bécaud – La corrida 13. Tante Leen – Oh Johnny 14. Jaak De Voght – Kaspische zee 15. Freddy Quinn – Heimweh 16. Johnny Jordaan – Nieuwste feestpotpourri 17. Romain De Coninck – In 't stamcafé 18. Alan Dale – In Old Lisbon 19. Johnny Desmond – The Yellow Rose Of Texas 20. Tony Bell – Charel 21. Lys Assia – Arrvederci Roma |